# Aberdeen Beach
Aberdeen Beach – plaża (beach) w kanadyjskiej prowincji Nowa Szkocja, w hrabstwie Hants, na północ od Windsoru (45°03′05″N, 64°09′25″W); nazwa urzędowo zatwierdzona 5 lipca 1951.